# Funaota

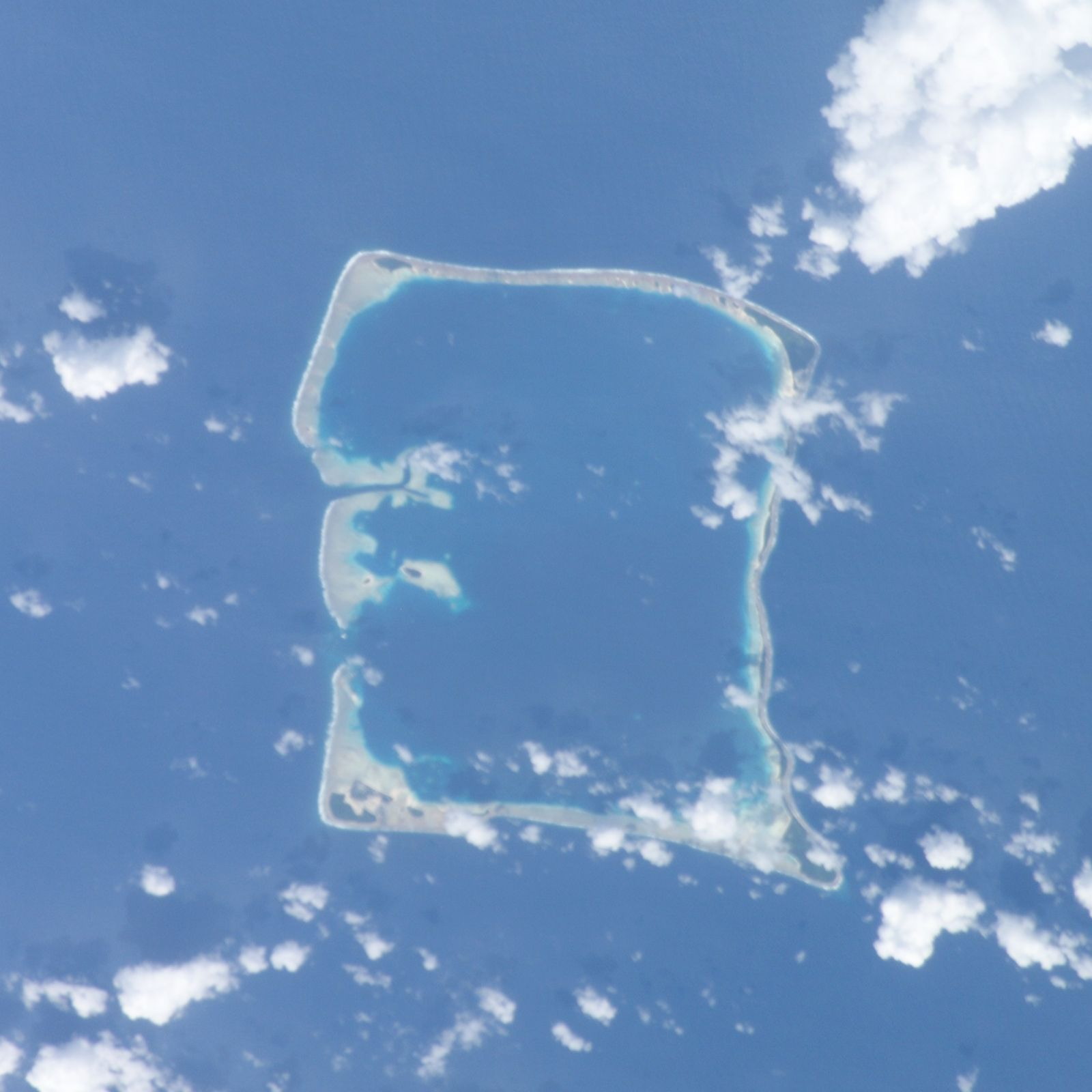
Imagem de satélite do atol Nukufetau

Funaota é um ilhéu do atol de Nukufetau, do país de Tuvalu.